# صالحیه، ادلب
صالحیه (به عربی: الصالحیة) یک روستا در سوریه است که در ناحیه مرکزی جسر الشغور واقع شده‌است. صالحیه ۱۸۰ نفر جمعیت دارد.